# Pankstraße (metropolitana di Berlino)

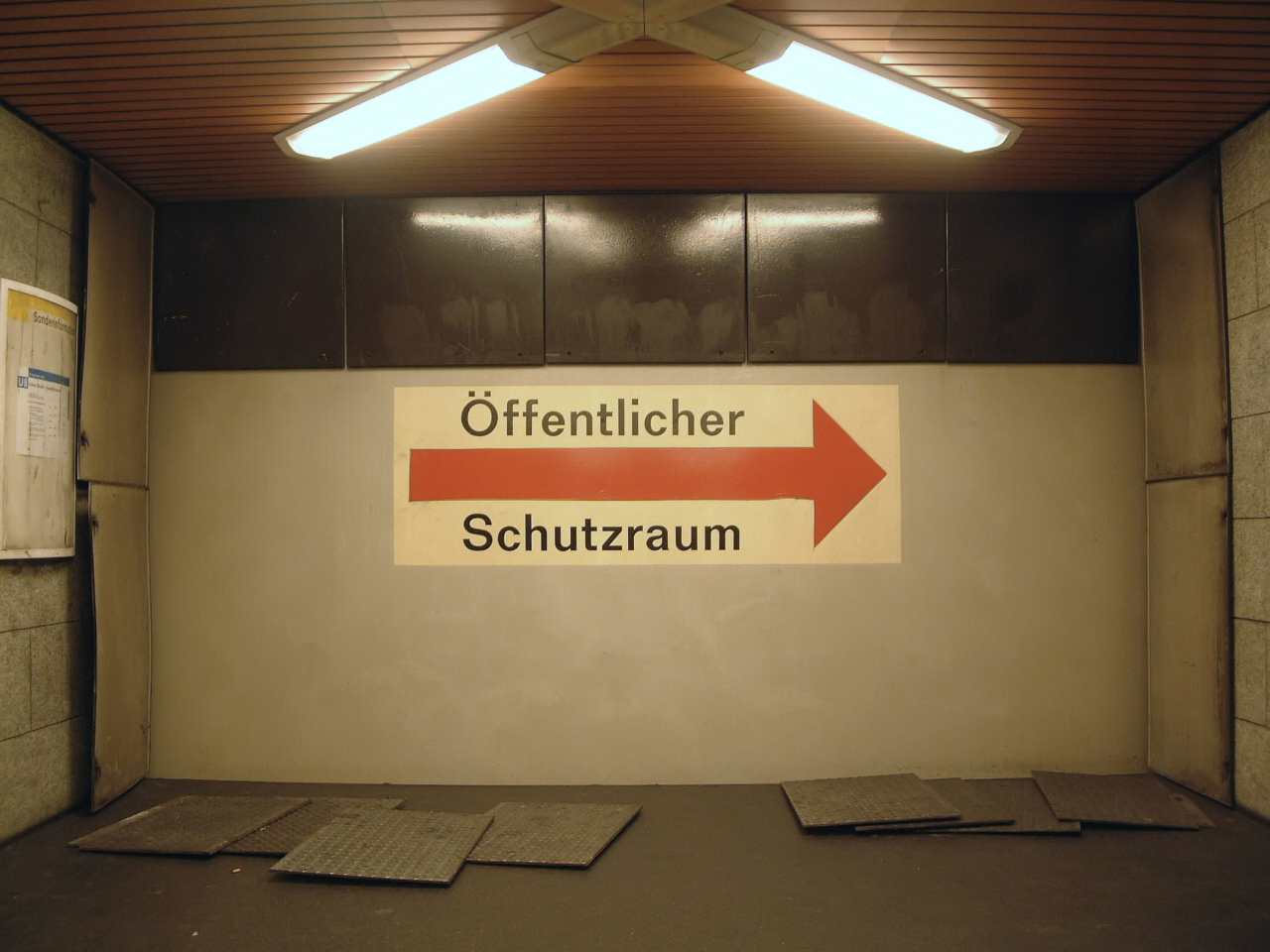
L’ingresso al rifugio antiaereo

La stazione di Pankstraße è una stazione della metropolitana di Berlino, sulla linea U8. È posta sotto tutela monumentale (Denkmalschutz).

## Storia
La stazione di Pankstraße fu progettata come parte del prolungamento della linea 8 dall’allora capolinea di Gesundbrunnen a Osloer Straße; tale tratta venne aperta all’esercizio il 5 ottobre 1977.

## Strutture e impianti
Si tratta di una stazione sotterranea a due binari, uno per ogni senso di marcia, serviti da una banchina centrale ad isola.
La stazione fu progettata per essere utilizzabile in caso di necessità come rifugio antiaereo; in caso di emergenza essa potrebbe ospitare 3 300 persone per 14 giorni.
L’intera struttura della stazione, compreso il rifugio, è posta sotto tutela monumentale (Denkmalschutz).

## Curiosità
Nonostante la denominazione della stazione sia “Pankstraße”, la segnaletica posta sulle pareti laterali riporta il nome nella forma ortografica “Pankstrasse”.